# 1729
| [ Edytuj tabelę ]              | |
| Król Polski                    | - 1709 August II Mocny 1733 |
| Król Afganistanu               | - 1725 Aszraf Chan 1729 |
| Współksiążęta Andory           | - 1714 Simeó de Guinda y Apéztegui 1737 - 1715 Ludwik XV 1774                                                                                                   |
| Elektor Bawarii                | - 1726 Karol Albert 1745 |
| Sułtan Brunei                  | - 1705 Hussin Kamaluddin 1730 |
| Cesarz Chin                    | - 1722 Yongzheng 1735 |
| Król Czech                     | - 1711 Karol VI Habsburg 1740 |
| Król Danii                     | - 1699 Fryderyk IV 1730 |
| Dalajlama                      | - 1708 Kelzang Gjaco 1757 |
| Cesarz Etiopii                 | - 1721 Bekaffa 1730 |
| Król Francji                   | - 1715 Ludwik XV 1774 |
| Król Hiszpanii                 | - 1724 Filip V 1746 |
| Landgraf Hesji-Kassel          | - 1670 Karol I Heski 1730 |
| Stadhouder Holandii            | - 1702 drugi okres bez stadhoudera 1747 |
| Szach Iranu                    | - 1725 Aszraf Chan 1729 - 1729 Tahmasp II 1732 |
| Państwo Wielkich Mogołów       | - 1720 Mohammed Szah 1748 |
| Król Irlandii                  | - 1727 Jerzy II Hanowerski 1760 |
| Cesarz Japonii                 | - 1709 Nakamikado 1735 |
| Kalif                          | - 1703 Ahmed III 1736 |
| Patriarcha Konstantynopola     | - 1726 Paisjusz II 1732 |
| Władca Korei                   | - 1724 Yŏngjo 1776 |
| Książę Liechtensteinu          | - 1721 Józef Jan 1732 |
| Sułtan Maroka                  | - 1728 Abu al-Abbas Ahmad II 1729 - 1729 Abdullah ibn Ismail 1734                                                                                               |
| Książę Monako                  | - 1701 Antoni I 1731 |
| Król Nawarry                   | - 1710 Ludwik XV 1774 |
| Król Norwegii                  | - 1699 Fryderyk IV 1730 |
| Sułtan Omanu                   | - 1728 Sajf II ibn Sultan 1743 |
| Elektor Palatynatu             | - 1716 Karol III Filip 1742 |
| Papież                         | - 1724 Benedykt XIII 1730 |
| Książę Parmy i Piacenzy        | - 1727 Antoni 1731 |
| Król Portugalii                | - 1706 Jan V 1750 |
| Król w Prusach                 | - 1713 Fryderyk Wilhelm I 1740 |
| Car Rosji                      | - 1727 Piotr II 1730 |
| Cesarz Rzymski (niemiecki)     | - 1711 Karol VI Habsburg 1740 |
| Kapitanowie Regenci San Marino | - 1728 Marino Enea Bonelli Bernardino Capicchioni 1729 - 1729 Giovanni Paolo Valloni Francesco Giangi 1729 - 1729 Gian Giacomo Angeli Giovanni Andrea Beni 1730 |
| Elektor Saksonii               | - 1694 Fryderyk August I (król Polski) 1733 |
| Król Sardynii                  | - 1720 Wiktor Amadeusz II 1730 |
| Król Szwecji                   | - 1720 Fryderyk I Heski 1751 |
| Król Tajlandii                 | - 1709 Tai Sa 1733 |
| Sułtan Turków                  | - 1703 Ahmed III 1730 |
| Doża Wenecji                   | - 1722 Sebastiano Mocenigo 1732 |
| Król Węgier                    | - 1711 Karol III 1740 |
| Monarcha Wielkiej Brytanii     | - 1727 Jerzy II 1760 |
| Premier Wielkiej Brytanii      | - 1721 Robert Walpole 1742 |

Rok 1729 / MDCCXXIX
stulecia: XVII wiek ~
XVIII wiek ~
XIX wiek

lata: 1719 «
1724 «
1725 «
1726 «
1727 «
1728 «
1729
» 1730
» 1731
» 1732
» 1733
» 1734
» 1739

## Wydarzenia w Polsce
- 4 stycznia – warszawska Drukarnia pijarska rozpoczęła tłoczenie dwóch gazet redagowanych przez J. Naumańskiego: Nowiny Polskie (z wiadomościami krajowymi) i Relata Refero (z wiadomościami zagranicznymi). Gazety w 1730 przemianowane na Kurier Polski.

- Po wielu latach próżnego domagania się na sejmach wyznaczenia odpowiednich sum na odbudowę zniszczonego podczas pożaru w 1702 zamku wawelskiego, uzyskano fundusze i rozpoczęto restaurację gmachu (ukończono ją w 1731 r.).

## Wydarzenia na świecie
- 19 marca – Jan Nepomucen został kanonizowany przez papieża Benedykta XIII.
- 15 kwietnia – w Wielki Piątek w Kościele św. Tomasza w Lipsku po raz pierwszy wykonano Pasję według św. Mateusza Jana Sebastiana Bacha.
- 30 lipca – zostało założone Baltimore w Maryland.
- 1 sierpnia – obserwacja C/1729 P1, jednej z największych zarejestrowanych komet przez francuskiego naukowca i matematyka Nicolasa Sarrabata.
- 28 listopada – Naczezi zamordowali 238 osadników francuskich w Missisipi.

## Urodzili się
- 12 stycznia – Edmund Burke, brytyjski polityk i filozof, twórca konserwatyzmu (zm. 1797)
- 14 stycznia - Feliks Paweł Turski, polski duchowny katolicki, biskup łucki i krakowski (zm. 1800)
- 22 stycznia – Gotthold Ephraim Lessing, niemiecki dramatopisarz, teoretyk sztuki i krytyk literacki (zm. 1781)
- 2 maja – Katarzyna II Wielka, cesarzowa Rosji (zm. 1796)
- 20 maja – Antoni Bannassat, francuski duchowny katolicki, męczennik, błogosławiony (zm. 1794)
- 13 czerwca - Antoni Onufry Okęcki, polski duchowny katolicki, biskup chełmski i poznański, kanclerz wielki koronny (zm. 1793)
- 10 lipca – Pierre André de Suffren, francuski admirał (zm. 1788)
- 4 września – Ludwik Ferdynand Burbon, francuski delfin (zm. 1765)
- 22 października
  - Johann Reinhold Forster, szkockiego pochodzenia, badacz historii naturalnej (zm. 1798)
  - Anna Luiza Mycielska, polska arystokratka (zm. 1771)
- 1 listopada – Pierre Durand de Maillane, francuski prawnik (zm. 1811)
- 4 listopada - William Bradford, amerykański lekarz, prawnik, polityk, senator ze stanu Rhode Island (zm. 1808)
- 11 listopada – Louis Antoine de Bougainville, francuski żeglarz, kapitan wyprawy dookoła świata (zm. 1811)
- 16 listopada – Idzi Maria od św. Józefa, włoski franciszkanin, święty katolicki (zm. 1812)

## Zmarli
- 11 stycznia – Tomasz z Cori, włoski franciszkanin, święty katolicki (ur. 1655)
- 19 stycznia – Lorenzo Cozza, włoski kardynał, generał franciszkanów (ur. 1654)
- 17 maja – Samuel Clarke, angielski teolog, filozof, matematyk i fizyk (ur. 1675)
- 17 czerwca – Jean Meslier, francuski ksiądz, przedstawiciel materializmu i ateizmu (ur. 1664)
- 16 lipca – Johann David Heinichen, niemiecki kompozytor (ur. 1683)
- 5 sierpnia – Thomas Newcomen, angielski wynalazca, konstruktor pierwszej używanej w praktyce maszyny parowej (ur. 1663)

## Święta ruchome
- Tłusty czwartek: 24 lutego
- Ostatki: 1 marca
- Popielec: 2 marca
- Niedziela Palmowa: 10 kwietnia
- Wielki Czwartek: 14 kwietnia
- Wielki Piątek: 15 kwietnia
- Wielka Sobota: 16 kwietnia
- Wielkanoc: 17 kwietnia
- Poniedziałek Wielkanocny: 18 kwietnia
- Wniebowstąpienie Pańskie: 26 maja
- Zesłanie Ducha Świętego: 5 czerwca
- Boże Ciało: 16 czerwca